# Juliana Granja
Juliana Granja är en ort i Mexiko.   Den ligger i kommunen Tecate och delstaten Baja California, i den nordvästra delen av landet, 2 300 km nordväst om huvudstaden Mexico City. Juliana Granja ligger 606 meter över havet och antalet invånare är 110.
Terrängen runt Juliana Granja är kuperad. Runt Juliana Granja är det ganska glesbefolkat, med 22 invånare per kvadratkilometer. Närmaste större samhälle är Tecate, 2,8 km nordost om Juliana Granja. Omgivningarna runt Juliana Granja är i huvudsak ett öppet busklandskap.